# Liste der Biografien/Wek
Liste der Biografien |
Portal Biografien |
Personensuche
# |
A |
B |
C |
D |
E |
F |
G |
H |
I |
J |
K |
L |
M |
N |
O |
P |
Q |
R |
S |
T |
U |
V |
W |
X |
Y |
Z |
?
 
Wa |
Wc |
Wd |
We |
Wh |
Wi |
Wj |
Wl |
Wn |
Wo |
Wr |
Ws |
Wt |
Wu |
Ww |
Wy |
Wz
 
Wea |
Web |
Wec |
Wed |
Wee |
Wef |
Weg |
Weh |
Wei |
Wej |
Wek |
Wel |
Wem |
Wen |
Weo |
Wep |
Wer |
Wes |
Wet |
Weu |
Wev |
Wew |
Wex |
Wey |
Wez
Die Liste der Biografien führt alle Personen auf, die in der deutschsprachigen Wikipedia einen Artikel haben. Dieses ist eine Teilliste mit 19 Einträgen von Personen, deren Namen mit den Buchstaben „Wek“ beginnt.

## Wek
- Wek, Alek (* 1977), sudanesisches Model

### Weke
- Wekel, Lothar (* 1958), deutscher Buchverleger in Wiesbaden
- Wekema, Bert (* 1956), niederländischer Radrennfahrer
- Wekerle, Hartmut (* 1944), deutscher Neurobiologe und Mediziner
- Wekerle, Sándor (1848–1921), ungarischer Politiker, Ministerpräsident
- Wekesa, Paul (* 1967), kenianischer Tennisspieler
- Wekesser, Erik (* 1997), deutscher Fußballspieler

### Wekh
- Wekhrlin, Wilhelm Ludwig (1739–1792), deutscher Journalist und Schriftsteller

### Wekk
- Wekker, Gloria (* 1950), afro-surinamesische Anthropologin, Hochschullehrerin und Autorin
- Wekker, Rudi (1927–2025), deutscher Ingenieur und Politiker (SED)

### Wekr
- Wekre, Frøydis Ree (* 1941), norwegische Hornistin und Hochschullehrerin

### Weks
- Wekselberg, Wiktor Felixowitsch (* 1957), russischer OligarchWiktor Felixowitsch Wekselberg (* 1957)

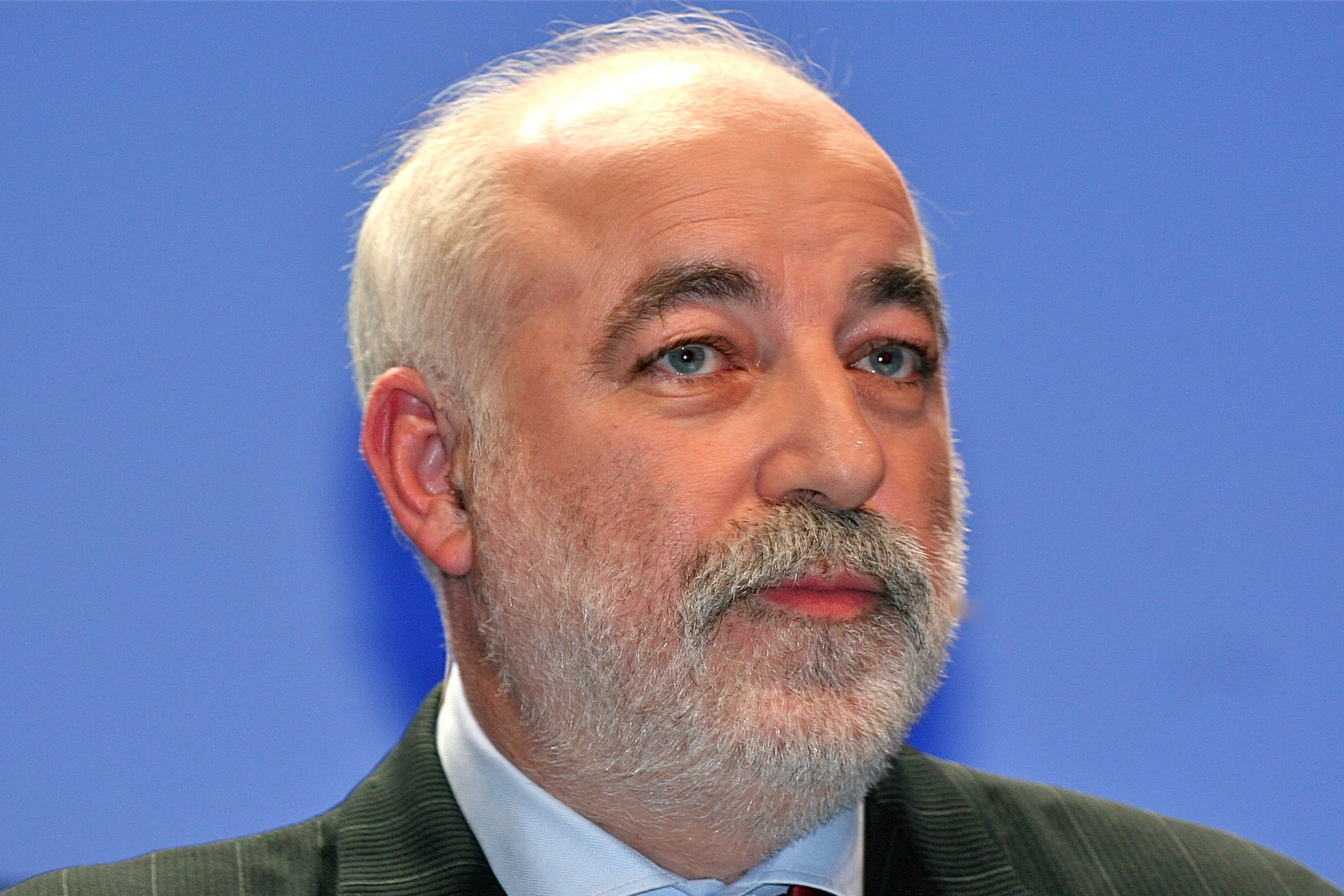
Wiktor Felixowitsch Wekselberg (* 1957)

- Weksler, Wladimir Iossifowitsch (1907–1966), sowjetischer Physiker
- Weksler-Waszkinel, Romuald Jakub (* 1943), katholischer Priester, Theologe

### Weku
- Wekua, Andro (* 1977), georgischer, in der Schweiz lebender Künstler
- Wekua, Ilia (1907–1977), sowjetisch-georgischer Mathematiker

### Wekw
- Wekwerth, Manfred (1929–2014), deutscher Regisseur und Intendant
- Wekwerth, Peter (* 1949), deutscher Regisseur und Drehbuchautor
- Wekwerth, Rainer (* 1959), deutscher Schriftsteller